# Ali Huszejn Siháb
Ali Huszejn Siháb (1961. május 5. – Bagdad, 2016. október 26.) iraki válogatott labdarúgó, középpályás, aki részt vett az 1986-os labdarúgó-világbajnokságon. A nyolcvanas években az iraki válogatott aranykorszakának egyik legkiemelkedőbb tagja, aki 73 hivatalos és barátságos nemzetközi találkozón játszott. 1981-ben képviselte először hazáját, és a nemzeti válogatottban a pályafutása 1989 elejéig tartott.

## Pályafutása

### Klubcsapatokban
1978-ban kezdte futballpályafutását az Al-Talaba SC együttesénél. Ezzel a csapattal négyszer nyerte meg az iraki első osztályú bajnokságot (1980–81, 1981–82-, 1985–86 és 1992–93). Kétszer, 1992-ben és 1993-ban győztese lett az Iraki Elit Kupának. 16 évig erősítette az Al-Talabát, klubhűsége miatt a szurkolók kedvence lett, neve bekerült a klub aranykönyvébe.
1994-ben az Al-Ahlyhoz távozott, ahol az 1994–95-ös szezonban hozzájárult a líbiai bajnoki cím megszerzéséhez. Ezután befejezte a profi labdarúgó-pályafutását.
Miután visszatért Irakba, 1995-től 2000-ig a Brusk SC csapatát erősítette, amely az erbili kormányzósági klubok közül kezdetben a másodosztályú ligában játszott. Az együttest – közel 40 évesen – az első osztályú klubok sorába vezette, miután megszerezte a győztes aranygólt a rájátszásban.

### A válogatottban
1981 nyarán kezdődött a nemzetközi karrierje, amikor Amo Baba vezetőedző behívta a válogatottba, mint az egyik fiatal tehetséget. 1981. augusztus 22-én, Bagdadban az Irak–Guinea barátságos válogatott mérkőzésen játszott először az iraki nemzeti csapatban. Ekkor szerezte első gólját is a válogatottban, majd ezt követően állandó szereplője lett az együttesnek. A csapatban a tehetsége, játéktudása és felkészültsége miatt a jobb és a bal szélen is egyaránt hatékonyan tudott játszani.
Tagja volt az 1982-es Ázsia-játékokat megnyerő csapatnak. Részt vett az 1984-es Los Angeles-i olimpián. A tornán három csoportmeccsen lépett pályára: Kanada, Kamerun és  Jugoszlávia ellen, az utóbbi találkozón a 43. percben gólt lőtt.
Annak ellenére, hogy Amo Baba edző az 1984-es Los Angeles-i olimpiai játékok után távozott, az őt követő edzők, például Akram Salman, Wathiq Naji, Jamal Saleh, valamint a brazil edzők, Jorge Vieira, Edu és Evaristo egyaránt számítottak rá.
1986-ban Evaristo de Macedo edző behívta az 1986-os világbajnokságra készülő keretbe. A torna során három meccsen játszott: Paraguay, Belgium és Mexikó ellen.
1989. február 10-én, Bagdadban, a világbajnoki selejtezőben a Katar elleni mérkőzés volt az utolsó nemzetközi találkozó, amelyen szerepelt.
Az iraki válogatottban összesen  73 mérkőzésen lépett pályára, és 13 gólt szerzett.

## Játékstílusa
Elsősorban középső vagy bal oldali középpályás volt. Szorgalmas és megalkuvást nem ismerő labdarúgónak tartották. Abban az időben az egyik legkiemelkedőbb és legképzettebb iraki játékosként ismerték. Híres volt a labdaérintéséről, amely a brazil játékosokra emlékeztetett. Alacsony testalkatú, nem volt erős, de remek passzkészsége és tempóérzéke volt. Szögleteket vállalt és erős lövéseket tudott leadni, távolról is, mindkét lábával, amelyeket egyformán jól használt. Sokat tört előre, amikor volt helye, és gyakran elért az ellenfél kapuja elé. Képes volt visszaszerezni a labdát is, elvette az ellenfelétől.

## Sikerei, díjai
Al-Talaba SC
- Iraki első osztályú bajnokság (4): 1980–81, 1981–82, 1985–86, 1992–93
- Iraki Elit Kupa (2): 1992, 1993

Al-Ahly Tripoli
- Líbiai első osztályú bajnokság (1): 1994–95

## Statisztika

### Góljai a válogatottban
megjegyzés Az eredmények az iraki válogatott szemszögéből értendők.
| Ssz. | Dátum              | Helyszín                                                   | Ellenfél    | Gólja | Végeredmény | Verseny                                |
| ---- | ------------------ | ---------------------------------------------------------- | ----------- | ----- | ----------- | -------------------------------------- |
| 1.   | 1982. november 20. | Jawaharlal Nehru Stadion (Delhi)                           | Burma       | 3–0   | 4–0         | Labdarúgás az 1982-es Ázsiai Játékokon |
| 2.   | 1982. november 25. | Jawaharlal Nehru Stadion (Delhi)                           | Kuvait      | 1–2   | 1–2         | Labdarúgás az 1982-es Ázsiai Játékokon |
| 3.   | 1984. augusztus 3. | Haditengerészet–Tengerészgyalogság Emlékstadion, Annapolis | Jugoszlávia | 2–0   | 2–4         | 1984-es nyári olimpia                  |

## Halála
Az élete végén Szulejmánijja kormányzóságban gyógykezelték, 2016. október 26-án Bagdadban rák betegségben halt meg.

## Fordítás
- Ez a szócikk részben vagy egészben  az   Ali Hussein Shihab című angol Wikipédia-szócikk ezen változatának fordításán alapul.  Az eredeti cikk szerkesztőit annak laptörténete sorolja fel. Ez a jelzés csupán a megfogalmazás eredetét és a szerzői jogokat jelzi, nem szolgál a cikkben szereplő információk forrásmegjelöléseként.